# Molondin
Molondin ist eine politische Gemeinde im Distrikt Jura-Nord vaudois des Kantons Waadt in der Schweiz.

## Geographie
Molondin liegt auf 611 m ü. M., 9 km östlich der Bezirkshauptstadt Yverdon-les-Bains (Luftlinie). Das Haufendorf erstreckt sich in einer offenen, vom Bach Flonzel durchflossenen Mulde östlich des Tals der Mentue, im Molassehügelland des nördlichen Waadtländer Mittellandes.
Die Fläche des 5,5 km² grossen Gemeindegebiets umfasst einen Abschnitt des Hügellandes zwischen dem Neuenburgersee und dem Broyetal. Der Gemeindeboden wird vom Tal des Flonzel eingenommen, der bei Molondin mit einem Seitenbach eine breite Mulde bildet. Das Tal wird im Westen vom Höhenrücken Derrière Loussot (652 m ü. M.), im Osten vom Hochplateau von Démoret begrenzt. Auf diesem Plateau befindet sich mit 735 m ü. M. der höchste Punkt von Molondin. Nördlich des Dorfes hat der Flonzel im Lauf der Jahrmillionen ein tiefes Kerbtal in den Molasseschichten des Plateaus geschaffen, bevor er in den Ruisseau des Vaux mündet (Nordgrenze von Molondin), der ebenfalls in einem Kerbtal flankiert von Felswänden fliesst. Von der Gemeindefläche entfielen 1997 4 % auf Siedlungen, 29 % auf Wald und Gehölze und 67 % auf Landwirtschaft.
Zu Molondin gehören die Weiler Petit Bâle (615 m ü. M.) am Flonzel südlich des Dorfes und Devant Saint-Martin-du-Chêne (620 m ü. M.) sowie einige Einzelhöfe. Nachbargemeinden von Molondin sind Chêne-Pâquier, Démoret, Prahins, Donneloye, Yvonand, Rovray und Chavannes-le-Chêne.

## Bevölkerung
Mit 282 Einwohnern (Stand 31. Dezember 2023) gehört Molondin zu den kleinen Gemeinden des Kantons Waadt. Von den Bewohnern sind 95,0 % französischsprachig, 3,9 % deutschsprachig und 0,6 % englischsprachig (Stand 2000). Die Bevölkerungszahl von Molondin belief sich 1900 auf 330 Einwohner. Nachdem die Bevölkerung bis 1980 um rund 50 % auf 166 Personen abgenommen hatte, wurde seither wieder eine leichte Bevölkerungszunahme registriert.

## Wirtschaft
Molondin war bis in die zweite Hälfte des 20. Jahrhunderts ein vorwiegend durch die Landwirtschaft geprägtes Dorf. Noch heute haben der Ackerbau, der Obstbau und die Viehzucht eine wichtige Bedeutung in der Erwerbsstruktur der Bevölkerung. Weitere Arbeitsplätze sind im Kleingewerbe und im Dienstleistungssektor vorhanden. Die Wasserkraft des Flonzel wurde früher von einer Mühle und einer Sägerei genutzt. In den letzten Jahrzehnten hat sich Molondin auch zu einer Wohngemeinde entwickelt. Einige Erwerbstätige sind deshalb Wegpendler, die vor allem in Yverdon arbeiten.

## Verkehr
Die Gemeinde liegt abseits der grösseren Durchgangsstrassen, ist aber leicht von Donneloye und Yvonand erreichbar. Der Postautokurs, der von Yverdon nach Thierrens verkehrt, bedient zu gewissen Tageszeiten auch die Ortschaft Molondin.

## Geschichte
Die erste urkundliche Erwähnung des Ortes erfolgte 1380 unter den Namen Mollendens und Mollondens. 1422 erschien die Bezeichnung Molondens und 1437 Molandens. Noch 1867 wurde teilweise die Schreibweise Mollondin verwendet.
Seit seiner ersten Nennung gehörte Molondin zur Herrschaft Saint-Martin-du-Chêne. Diese war im Mittelalter eine mächtige Herrschaft, deren Schloss auf dem Sporn zwischen den tief eingeschnittenen Tälern des Flonzel und des Ruisseau des Vaux auf dem Gebiet von Molondin stand. Um das Schloss entwickelte sich im 13. Jahrhundert der kleine Burgflecken Saint-Martin. Die Herrschaft Saint-Martin-du-Chêne wurde 1360 in zwei Lehen aufgeteilt. Das Schloss wurde im Rahmen der Burgunderkriege 1475 von den Eidgenossen besetzt und 1536 vollends zerstört. In der Folge wurde der Mittelpunkt der Herrschaft nach Chavannes-le-Chêne verlegt, und auch der Flecken Saint-Martin wurde verlassen.
Mit der Eroberung der Waadt durch Bern im Jahr 1536 gelangte Molondin unter die Verwaltung der Vogtei Yverdon. Nach dem Zusammenbruch des Ancien Régime gehörte das Dorf von 1798 bis 1803 während der Helvetik zum Kanton Léman, der anschliessend mit der Inkraftsetzung der Mediationsverfassung im Kanton Waadt aufging. 1798 wurde es dem Bezirk Yverdon zugeteilt.

## Sehenswürdigkeiten
Die aus dem 18. und 19. Jahrhundert stammenden Bauernhäuser von Molondin weisen alle eine Giebelausrichtung von Westsüdwest nach Ostnordost auf. Die reformierte Kirche wurde 1955 erbaut. Einziger Zeuge der ehemaligen Herrschaft Saint-Martin-du-Chêne ist die Tour de Saint-Martin. Der mächtige Turm aus dem 12. Jahrhundert war einst der Bergfried des Schlosses. In der Umgebung des Turmes sind noch einige Mauerreste sichtbar.